# Лампрофиллит
Лампрофиллит — минерал, островной диортосиликат натрия, циркония и титана, с добавочными анионами (OH)-, O2-, F-. Название в переводе с греческого означает «филлитес» — листоватый, «лямпрос» — блестящий, за пластинчатые формы кристаллов с сильным блеском на плоскостях спайности.
Минерал был открыт в 1894 году. IMA статус утверждён.

## Структура и химический состав
Химическая формула в общем виде описывается формулой (Sr,Ba,K,Na)2Na(Na,Fe,Mn)2Ti[Ti2(Si2O7)2O2(OH,F,O)2. В природе наблюдается полный ряд твердых растворов от собственно лампрофиллита (стронциевого члена ряда) до баритоламрофиллита (бариевого члена ряда) при этом параметры элементарной ячейки линейно зависят отсодержания Sr, Ba и K. . Кристаллическая структура лампрофиллита близка к структурам бафертисита, астрофиллита, сейдозерита, розенбушита. В центральном слое трехслойных пакетов находятся атомы Na и Ti в октаэдрической координации. Основу структуры составляют трехслойные пакеты из центрального триоктаэдрического слоя, заключающего позиции Na, Тi и Sr, и боковых сеток, построенных из диортогрупп Si2O7, объединённых пятивершинниками Тi. Все атомы кислорода триоктаэдрического слоя, за исключением входящих в ОН-группу, замещаемую на F и Cl, обобществлены с титан-кремнекислородными сетками. 
В зональных кристаллах лампрофиллита от центра к краю увеличиваются содержания К, Ва и Аl, а содержания Na, Mg, Ca, Sr и Fe — уменьшаются. Для стронциевых лампрофилитов из эвдиалитового комплекса отмечено закономерное увеличение содержания Fe вверх по разрезу. Для стронциевых лампрофиллитов из порфировидных лувритов вверх по разрезу обнаружено закономерное увеличение содержания Na и Мп и уменьшение содержания Mg и Fe.

## Химические свойства
В кислотах разлагается тяжело. При нагревании, в том числе перед паяльной трубкой, лампрофиллит сплавляется в тёмно-серую немагнитную массу, состоящую из расплава и оксидов титана. Температура инконгруэнтного плавления лежит между 880 и 915°С, а в присутствии нефелина верхний предел устойчивости лампрофиллиа снижается до 833°С.